# 070 Shake
Danielle Balbuena (North Bergen, Nueva Jersey, 13 de junio de 1997), conocida por su nombre artístico 070 Shake, es una cantante, compositora y música estadounidense. es parte del colectivo musical 070, que han lanzado un mixtape juntos titulado «The 070 Project: Chapter 1» (2016). Shake lanzó su primer EP extendido «Glitter» en marzo de 2018.
En inglés se pronuncia /zírou séven zírou sheik/ o bien /ou séven ou sheik/.
En 2018, 070 Shake llamó la atención por sus apariciones como invitada y su participación en el trabajo de producción de Kanye West en Wyoming, apareciendo en las canciones «Ghost Town» y «Violent Crimes» de su álbum «Ye» además de aparecer en «Daytona» de Pusha T y «Nasir» de Nas. Shake lanzó su primer álbum de estudio «Modus Vivendi» el 17 de enero de 2020.

## Biografía

### Vida personal
070 Shake es de ascendencia dominicana. Shake, con una destacada referencia en su música, utiliza pronombres femeninos al describir a los amantes. Un ensayo de Vogue de 2017 sobre las estrellas queer en ascenso en la música rap mencionó que Shake tenía una relación con Sophia Diana Lodato. En un artículo de Pitchfork de 2018, Shake dijo que no le gusta poner etiquetas a su sexualidad. "Realmente no me identifico como queer o gay ni nada. Solo me gustan las chicas". Desde enero de 2023 mantiene una relación con Lily-Rose Depp.

## Carrera artística

### 2015-2016: Inicios de su carrera
Antes de su carrera musical, Shake escribió poesía. Shake comenzó su carrera musical a finales de 2015, grabando las canciones "Proud" y "Swervin". El nombre artístico de Shake se deriva de su afiliación con el colectivo musical 070; 070 procedente de los códigos postales 070 de Nueva Jersey. Para 2018, se observó que el equipo de 070 tenía 11 miembros, incluidos artistas y productores.
Para 2016, Shake estaba obteniendo cientos de miles de transmisiones en SoundCloud. Poco después de publicar varias canciones en SoundCloud, Shake atrajo la atención de la promotora y personalidad de las redes sociales con sede en Miami YesJulz. Después de escuchar "Proud" específicamente, YesJulz se acercó a Shake en Twitter y rápidamente se inscribió para ser su manager. Shake se abrió paso con "Trust Nobody", lanzado a principios de ese año. En agosto, Shake colaboró con sus compañeros de 070 Ralphy River, Hack y Tree en el sencillo "Honey". La canción contó con la producción de colaboradores frecuentes The Kompetition, un grupo de producción de tres personas. "Honey" se estrenó simultáneamente en Complex y 1 AM Radio en Dash. Vibe comentó que la pista "[sonaba] hecha a medida para rockear en las pistas de baile de todas partes".
También en 2016, Shake firmó con el sello GOOD Music de Kanye West. GOOD Music se enteró de Shake a través de Julz, mientras tocaba algo de la música de Shake en una prueba de Yeezy, lo que resultó interesante para el presidente del sello, Pusha T. Después de firmar con Shake, el sello tomó su tema "Trust Nobody" y lo relanzó en septiembre. Shake pasó octubre y noviembre como teloneros de la banda de rock inglesa The 1975 durante la etapa estadounidense de su gira de 2016. El 8 de diciembre, 070 lanzó su primer mixtape The 070 Project: Chapter 1.

### 2017-presente:Glitter, colaboraciones yModus Vivendi
Shake modeló para el desfile de otoño de 2017 de Gypsy Sport. También realizó su primera gira como cabeza de cartel en abril. En una entrevista de 2017 con Paper, Shake mencionó que su EP Yellow Girl se lanzaría más tarde ese año. Sin embargo, el proyecto volvió a publicarse después de Glitter, otra colaboración con The Kompetition.
Su debut en solitario, su EP Glitter de 6 pistas se lanzó el 23 de marzo de 2018, aunque originalmente estaba programado para el 26 de enero e incluiría 12 pistas. En el momento del lanzamiento de Glitter, los medios de comunicación notaron que su contenido lírico se concentraba en sus problemas de autoestima, uso de drogas y sexualidad. Shake describió a Glitter como "estar en un lugar oscuro y encontrarte a ti mismo y resolverlo. Se trata de estar en el más bajo de los más bajos del tipo de mierda". Poco antes del lanzamiento de Glitter, Shake actuó en el festival de música SXSW.
Shake lanzó su primer álbum Modus Vivendi, el 17 de enero de 2020. En mayo, Shake apareció en "Santeria", una pista del álbum Daytona de Pusha T. Shake también participó como vocalistas en "Ghost Town" y "Violent Crimes" del álbum Ye de Kanye West.
En agosto, Shake apareció en "Use Me", una pista del álbum autotitulado de PVRIS.

## Discografía
Álbumes de estudio
- 2022: You Can't Kill Me

- 2020: Modus Vivendi

EPs
- 2018: Glitter